# Tiáonğ
Tiáonğ ist eine philippinische Stadtgemeinde in der Provinz Quezon. Sie hat 99.712 Einwohner (Zensus 1. August 2015).

## Barangays
Tiaong ist politisch in 31 Barangays unterteilt.
| - Anastacia - Aquino - Ayusan I - Ayusan II - Behia - Bukal - Bula - Bulakin - Cabatang - Cabay - Del Rosario | - Lagalag - Lalig - Lumingon - Lusacan - Paiisa - Palagaran - Poblacion I - Poblacion II - Poblacion III - Poblacion IV | - Quipot - San Agustin - San Isidro - San Jose - San Juan - San Pedro - Tagbakin - Talisay - Tamisian - San Francisco |